# くしろせんもん学校
くしろせんもん学校（くしろせんもんがっこう）は北海道釧路市にある専修学校である。

## 沿革
- 1971年（ 昭和46年）1月 - 北海道釧路保育専門学校の設置認可が下る[4]。北海道の保育専門学校では唯一の指定教員養成機関として文部科学大臣より、指定を受け大学短大同等の教育を行う特徴がある。
- 1986年（ 昭和61年）5月 - 釧路専門学校に改称。
- 2003年（平成15年） - 介護福祉科（現在介護環境科）2年課程を設置。
- 2014年（平成26年） - 環境・教育研究センターを開設。
- 2019年（平成31年）2月 - くしろせんもん学校に改称[4]。
- 2020年（令和2年） - 台湾の明道大学と提携。

ベトナム国教育部と連携し、ベトナム国の乳幼児教育施設の教員、経営者を招聘し高度化事業を実施している。

## 概要
- 住所 - 釧路市昭和中央2丁目7-3
- 学科
  - こども環境科(幼稚園教員、保育士)
  - 介護環境科(介護福祉士)
- 併設校
  - 認定こども園 わかばフレンドようちえん